# Märt Kubo

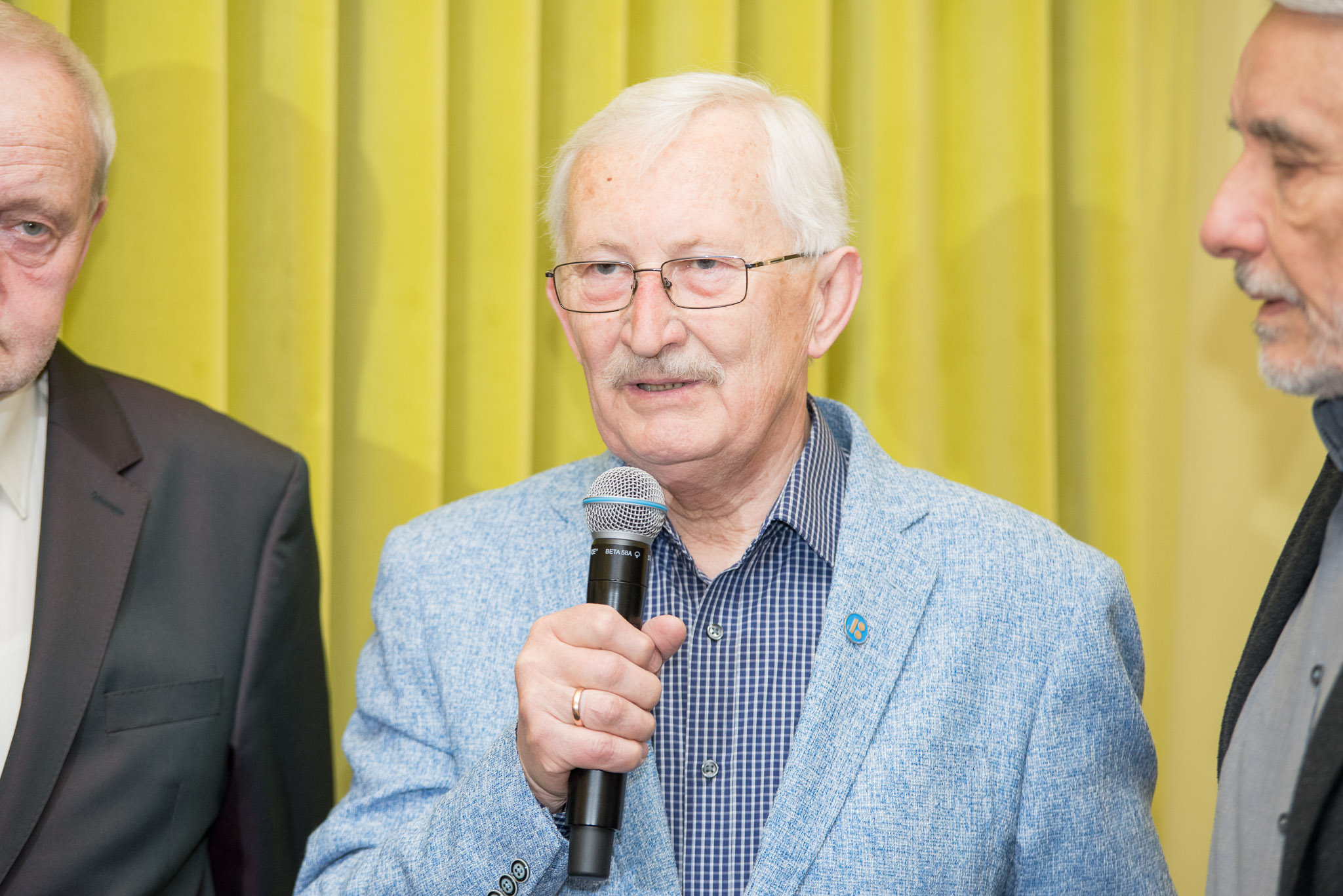
Märt Kubo (2018)

Märt Kubo (* 11. April 1944 in der Landgemeinde Tarvastu) ist ein estnischer Kulturschaffender und Politiker.

## Frühe Jahre
Märt Kubo schloss 1962 die Schule in Viljandi ab. Bereits zwei Jahre zuvor hatte er einen Abschluss an der Musikschule in Viljandi im Fach Klarinette gemacht. 1970 legte er sein Examen im Fach Geschichte an der Staatlichen Universität Tartu ab. Von 1970 bis 1980 unterrichtete er an der Universität.
Von 1980 bis 1983 unterrichtete Kubo am „Institut für die Steigerung der Qualifikation der leitenden Arbeiter und Spezialisten der Volkswirtschaft der Estnischen SSR“ (Eesti NSV Rahvamajanduse Juhtivate Töötajate ja Spetsialistide Kvalifikatsiooni Tõstmise Instituut). Von 1983 bis 1986 leitete er die Theater-Abteilung im Kulturministerium der Estnischen SSR. 1987/88 war Kubo stellvertretender Kulturminister der Estnischen SSR. 1988/89 war er stellvertretender Leiter des Staatlichen Kulturkomitees der Estnischen SSR.

## Im freien Estland
Von 1990 bis 1992 leitete Kubo das Theater Noorsooteater, das heutige Tallinna Linnateater.
Von Januar bis Oktober 1992 war Kubo Kulturminister der Republik Estland in der kurzlebigen Regierung von Ministerpräsident Tiit Vähi. Er folgte in diesem Amt dem estnischen Komponisten Lepo Sumera (1950–2000).
Von 1993 bis 1995 bekleidete Kubo das Amt des Chefredakteurs der estnischen Kulturzeitschrift Musika. Kino. Teater. Von 1995 bis 1999 gehörte er als Abgeordneter dem estnischen Parlament an. Von Mai 2000 bis zur Auflösung im November 2002 war er letzter Parteichef der liberalen Estnischen Koalitionspartei (Eesti Koonderakond), die anschließend vor allem in der Estnischen Reformpartei (Eesti Reformierakond) aufging. Von 2005 bis 2009 gehörte er dem Stadtrat der estnischen Hauptstadt Tallinn an. Zeitweise war er dort Fraktionsvorsitzender der Reformpartei.
Nach dem Eintritt in den Ruhestand 2009 blieb Märt Kubo in der estnischen Kommunalpolitik an seinem Wohnort in Rapla aktiv.
Mart Kubo hat als Autor und Herausgeber zahlreiche Veröffentlichung zu kulturellen und politischen Themen vorgelegt, unter anderem zur Geschichte der Nationaloper Estonia und der Estnischen Koalitionspartei.